# Чарльз де Ґеер
Барон Ча́рльз Де́ Ґе́ер (30 січня 1720 — 7 березня 1778) — шведський ентомолог, натураліст і підприємець.
У 19 років став членом Королівської академії наук Швеції, а у 28 — членом Академії наук Франції. Опублікував низку праць з ентомології, найвизначнішою з яких стала «Mémoires pour servir à l'histoire des insectes» у восьми томах (1752—1778 рр.).